# Neira (Páramo)
Neira (llamada oficialmente Santa María Madanela de Neira) es una parroquia y una aldea española del municipio de Páramo, en la provincia de Lugo, Galicia.

## Otras denominaciones
La parroquia también es conocida por el nombre de Santa María Magdalena de Neira.

## Organización territorial
La parroquia está formada por una entidad de población:
- Neira

## Demografía
Gráfica demográfica de la aldea y parroquia de Neira según el INE español:
| Gráfica de evolución demográfica de Neira entre 2000 y 2020 |
|                                                             |
| Datos según el nomenclátor publicado por el INE.            |